# Burg Upladen
Die Burg Upladen (auch Uplathe, Uflach oder Opladen – nicht zu verwechseln mit Leverkusens Stadtteil Opladen, der im Mittelalter auch Upladen genannt wurde) war eine schon lange verschwundene Motte bei Montferland in der niederländischen Provinz Gelderland. Ihre genaue Lage ist nicht bekannt, im Ortsteil Zeddam wird sie mit großer Wahrscheinlichkeit vermutet und ein entsprechender Überrest gezeigt. Dort stand sie auf einem künstlichen Hügel, der der Beschreibung Alberts von Metz entspricht; archäologische Funde stützten diese Annahme.

## Geschichte
Upladen wurde von Graf Wichmann von Hamaland gebaut, nachdem dieser seine Burg auf dem benachbarten Elterberg zu einem Kloster umgebaut hatte. 
Upladen ist vor allem bekannt durch den Widerstand, den Wichmanns Tochter Adela später gemeinsam mit Graf Balderich von Drenthe gegen die Herrschaft Lotharingiens über Hamaland leistete.  Nachdem Graf Wichmann III. aus der Familie der Billunger am 6. Oktober 1016 nach einem Aufenthalt in Upladen in der unmittelbaren Umgebung ermordet worden war, fiel der Verdacht auf Balderich, worauf dieser sich in Upladen verschanzte. Nach einer Belagerung und der Flucht Balderichs wurde die Burg durch Bischof Adalbald II. von Utrecht (1010–1026) eingenommen und geschleift.